# لورين سانشيز
لورين سانشيز (بالإنجليزية: Lauren Sánchez)‏ هي صحفية ومعلقة رياضية وممثلة أمريكية، ولدت في 19 ديسمبر 1969 في الولايات المتحدة.

## أعمال

### أفلام
- (2004) هاتف خلوي[4]
- (2015) تيد 2[5][6][7]

## وصلات خارجية
- لورين سانشيز على موقع IMDb (الإنجليزية)
- لورين سانشيز على موقع قاعدة بيانات الفيلم (الإنجليزية)